# Copa de Clubes de la CECAFA 1988
La Copa de Clubes de la CECAFA 1988 fue la decimoquinta edición de este torneo de fútbol a nivel de clubes de África organizado por la CECAFA y que contó con la participación de 9 equipos representantes de África Oriental, África Central y África del Sur.
El Kenya Breweries de Kenia venció a Al-Merreikh Omdurmán de Sudán en la final disputada en Jartum, Sudán para ganar el título por primera vez. El campeón de la edición anterior Nakivubu Villa de Uganda fue eliminado en las semifinales.

## Fase de grupos

### Grupo A
Todos los partidos se jugaron en la capital Jartum.
| Al-Merreikh Omdurmán | 0-0 | Miembeni             |
| Kenya Breweries      | 3-0 | Express FC           |
| Express FC           | 0-1 | Al-Merreikh Omdurmán |
| Miembeni             | 0-3 | Kenya Breweries      |
| Al-Merreikh Omdurmán | 1-1 | Kenya Breweries      |
| Express FC           | 3-0 | Miembeni             |

| Club                 | G | E | P | GF | GC | Pts |
| -------------------- | - | - | - | -- | -- | --- |
| Kenya Breweries      | 2 | 1 | 0 | 7  | 1  | 5   |
| Al-Merreikh Omdurmán | 1 | 2 | 0 | 2  | 1  | 4   |
| Express FC           | 1 | 0 | 2 | 3  | 4  | 2   |
| Miembeni             | 0 | 1 | 2 | 0  | 6  | 1   |

### Grupo B
Todos los partidos se jugaron en la ciudad de Wad Madani.
| CIVO United       | 2-0 | Nakivubo Villa    |
| Young Africans SC | 5-3 | Red Arrows FC     |
| Al-Hilal Omdurmán | 2-0 | Young Africans SC |
| Red Arrows FC     | 3-0 | CIVO United       |
| Nakivubo Villa    | 1-1 | Al-Hilal Omdurmán |
| Young Africans SC | 2-1 | CIVO United       |
| Red Arrows FC     | 0-1 | Nakivubo Villa    |
| Al-Hilal Omdurmán | 1-0 | CIVO United       |
| Nakivubo Villa    | 2-0 | Young Africans SC |
| Al-Hilal Omdurmán | 1-0 | Red Arrows FC     |

| Club              | G | E | P | GF | GC | Pts |
| ----------------- | - | - | - | -- | -- | --- |
| Al-Hilal Omdurmán | 3 | 1 | 0 | 5  | 1  | 7   |
| Nakivubo Villa    | 2 | 1 | 1 | 4  | 3  | 5   |
| Young Africans SC | 2 | 0 | 2 | 7  | 8  | 4   |
| Red Arrows FC     | 1 | 0 | 3 | 6  | 7  | 2   |
| CIVO United       | 1 | 0 | 3 | 3  | 6  | 2   |

## Semifinales
| Equipo 1          | Resultado   | Equipo 2             |
| ----------------- | ----------- | -------------------- |
| Kenya Breweries   | 1-0         | Nakivubu Villa       |
| Al-Hilal Omdurmán | 0-0 (4-5 p) | Al-Merreikh Omdurmán |

## Tercer Lugar
| Equipo 1          | Resultado   | Equipo 2       |
| ----------------- | ----------- | -------------- |
| Al-Hilal Omdurmán | 0-0 (5-4 p) | Nakivubu Villa |

## Final
| Equipo 1        | Resultado | Equipo 2             |
| --------------- | --------- | -------------------- |
| Kenya Breweries | 2-0       | Al-Merreikh Omdurmán |

## Campeón
| Copa de Clubes de la CECAFA 1988 |
| -------------------------------- |
| Bandera de Kenia                 |
| Kenya Breweries 1º Título        |